# Philippe Gnaegi
Philippe Gnaegi, né le 12 janvier 1962, est une personnalité politique suisse du canton de Neuchâtel, membre du Parti libéral-radical.
Il est conseiller d'État de 2009 à 2013.

## Biographie
Philippe Gnaegi naît le 12 janvier 1962. Son père est suisse alémanique et sa mère anglaise.
Il grandit à Neuchâtel. Il fait des études d'économie, suivie d'un doctorat en droit en cours d'emploi à l'Université de Neuchâtel, avec une thèse portant sur les assurances sociales,,.
Au terme de ses études, il travaille un temps pour le service des ressources humaines de Philip Morris. Il est chargé de cours à l'Université de Fribourg de 1996 à 2009 et, parallèlement, enseignant et directeur de l'École supérieure de commerce du lycée Jean-Piaget de 2001 à 2009.
Il habite à Neuchâtel, est marié et père de trois filles.

## Parcours politique
Il adhère au Parti libéral-radical en 2004 et siège au Grand Conseil du canton de Neuchâtel de 2005 à 2009.
Il est élu au second tour au Conseil d'État du canton de Neuchâtel le 26 avril 2009, en cinquième position avec 28 440 suffrages, devançant Fernand Cuche de près de 8 000 suffrages. Il y prend la tête du Département de l'éducation, de la culture et des sports. Confronté à la nécessité de réaliser des économies, il augmente le nombre de périodes d'enseignement de 23 à 24 et le nombre d'élèves par classe de 21 à 22. Il lance par ailleurs un « plan d'action pour la promotion de la formation professionnelle et la suppression des filières à l'école secondaire ». En août 2010, il reprend le département de l'économie de Frédéric Hainard, démissionnaire, jusqu'à la prise de fonction de son successeur, Thierry Grosjean, en novembre de la même année.
Il préside le Conseil d'État de juin 2012 à mai 2013.
Il est le seul conseiller d'État à se présenter pour un nouveau mandat le 28 avril 2013, mais n'arrive qu'au neuvième rang avec 12 767 suffrages, à 4 200 de son colistier libéral-radical Alain Ribaux arrivé cinquième. Il annonce le lendemain qu'il ne présente pas au second tour et termine son mandat le 27 mai 2013. Son portrait officiel, accroché dans la salle des Chevaliers du Château de Neuchâtel, est réalisé par Ivan Moscatelli.

## Autres mandats
En juin 2013, le Conseil fédéral le nomme à la présidence du conseil de l'Institut fédéral des hautes études en formation professionnelle, avec prise de fonction à la mi-août. Il exerce ce mandat jusqu'en 2019.
Le 1er décembre 2015, il succède à Lucrezia Meier-Schatz à la tête de l'association faîtière des organisations familiales de Suisse, Pro Familia. Parallèlement il continuera d'enseigner aux Universités de Fribourg et Neuchâtel.

## Publications
- Les réformes en cours dans l'école neuchâteloise, G d'Encre, novembre 2010, 92 p. (ISBN 9782940257805)
- Histoire, structure et financement des assurances sociales en Suisse, Zurich, Schulthess, 2017, 4e éd., 348 p. (ISBN 978-3-7255-9070-4, lire en ligne)

- Jean-Pierre Fragnière et Philippe Gnaegi, Générations solidaires, Lausanne, Socialinfo, 2018, 188 p. (lire en ligne)
- Philippe Gnaegi et Nadine Hoch, La politique familiale en Suisse, Zurich, Schulthess, 2021, 413 p. (ISBN 9783725588183, lire en ligne)
- Philippe Gnaegi et Nadine Hoch, Familienpolitik in der Schweiz, Zürich, Schulthess, 2022, 417 S.  (ISBN 978-3-7255-8376-8)
- Philippe Gnaegi, Histoire, Structure et financement des assurances sociales avec une introduction à la politique familiale, Schulthess, 2024, 5e édition (traduit aussi en allemand).